# Bundesverband Kinderhospiz
Der Bundesverband Kinderhospiz e. V. (BVKH) ist ein Dachverband für ambulante und stationäre Kinderhospizeinrichtungen in Deutschland. Gegründet wurde der Verband im Jahr 2002. Er hat seinen Sitz in Berlin, seine Geschäftsstelle in Lenzkirch im Schwarzwald und eine Dependance in Berlin.
Als Fachverband ist er Ansprechstelle für Politik, Wissenschaft, Ärzte, Kliniken, Kostenträger, Spender und Förderer. Mitglieder des Vereins sind ambulante und stationäre Kinderhospizeinrichtungen sowie auch Organisationen und Privatpersonen, die mit Kinderhospizen in Verbindung stehen und deren Interessen fördern.
Zu seinen Zielen zählen:
- Sicherstellung und Weiterentwicklung der Qualität von Kinderhospizarbeit
- Gemeinsame Standards für den ambulanten und stationären Bereich von Kinderhospizarbeit festzulegen und systematisch weiterzuentwickeln
- Bündelung, Koordinierung und Ausweitung von Bildungsangeboten im Bereich Kinderhospizarbeit
- Qualifizierungsangebote für haupt- und ehrenamtliche Mitarbeiter bereitzustellen und zu standardisieren
- Öffentlichkeitsarbeit
- Öffentliche Förderung und gesetzliche Finanzierung der Kinderhospizarbeit durchzusetzen
- Zusammenarbeit mit politischen Entscheidungsträgern und Behörden auf Landes- und Bundesebene zu fördern
- Zusammenarbeit mit Ärzten und Kliniken fördern
- Förderung der qualifizierten Schmerztherapie in der Versorgung von Kindern und Jugendlichen
- Aufbau einer eigenständigen rechtlichen Beratung der Mitgliedsorganisationen
- Direkte Unterstützung betroffener Kinder und deren Familien[1]

Der Bundesverband Kinderhospiz ist Mitglied im Kindernetzwerk und der Deutschen Gesellschaft für Palliativmedizin. International ist er im Director's Board des International Children's Palliative Care Network und vertritt die Region Westeuropa in der Kinderpalliativversorgung.